# Ліза Теркерст
Ліза Теркерст (англ. Lysa TerKeurst; нар. 21 липня 1969) — американська ораторка та авторка християнського нон-фікшну. Автока понад десяти книжок, зокрема бестселерів № 1 New York Times «Небажана. Жити в любові, навіть якщо почуваєшся гіршою за інших, відкиненою та самотньою» і «Пробачити те, що неможливо забути. Як рухатися далі, примиритися з болісними спогадами та жити життя». Вона є президенткою громадської організації Proverbs 31 Ministries.

## Кар'єра
Теркерст є президенткою громадської організації Proverbs 31 Ministries, яка розпочалася як невеликий інформаційний бюлетень, який 1994 року видала Дженніфер Макг'ю, але розширився 1995 року, коли долучилися Теркерст і Мерібет Вейлен. Розширивши організацію, Теркерст проклала шлях до перетворення інформаційного бюлетеня на громадську організацію Proverbs 31 Ministries, яка щодня охоплює мільйони жінок біблійною істиною та мудрістю.
2000 року Теркерст видала першу книжку «Жити цілеспрямовано: віднайти найкраще від Бога для вашого життя».
Декілька її книжок стали бестселерами за версією New York Times, зокрема «Усе мало би бути по-іншому. Знайти неочікувану силу, коли розчарування тебе руйнує», «На межі: Як приймати мудрі рішення серед шквалу емоцій», «Небажана. Жити в любові, навіть якщо почуваєшся гіршою за інших, відкиненою та самотньою», «Як пробачити те, що досі болить», і «Найкраще „так“: Мудрі рішення серед нескінченних вимог». Книжка «Усе мало би бути по-іншому» упродовж 13 тижнів перебувала у списку бестселерів New York Times. «Небажана» була у списку бестселерів New York Times упродовж 31 тижня. Книжка «Найкраще „так“: Мудрі рішення серед нескінченних вимог» упродовж шести тижнів перебувала у списку бестселерів New York Times.

### Критичне прийняття
Книжки «Небажана. Жити в любові, навіть якщо почуваєшся гіршою за інших, відкиненою та самотньою», «Пробачити те, що неможливо забути. Як рухатися далі, примиритися з болісними спогадами та жити життя» і «Усе мало би бути по-іншому» отримали рецензії з зірочками від Publishers Weekly.
В огляді на книжку 2014 року «Найкраще „так“: Мудрі рішення серед нескінченних вимог» йдеться: «Гумор Теркерст із нотками самоіронії та її відкритість, у поєднанні з мудрими біблійними цитатами, роблять цю книжку близькою жінкам — у безлічі щоденних дрібниць».
2015 року Теркерст видала книжку для дітей «Хай виграєш чи програєш — я все одно тебе люблю!» , яку проілюструвала Яна Крісті. Цю книжку неоднозначно сприйняли у Publishers Weekly, які написали: «Як навчальний інструмент, ця книжка безперечно стане у пригоді, хоча сама історія не виходить за межі повчальної мети». Kirkus Reviews так само сприйняли книжку як «Дидактичну? Звичайно, але це дуже потрібний урок, який легко засвоїти».
Publishers Weekly високо оцінив розмовний тон книжки Теркерст «Небажана. Жити в любові, навіть якщо почуваєшся гіршою за інших, відкиненою та самотньою» 2016 року. Аудіокнигу начитала Джинні Велш.
Щодо книжки «Усе мало би бути по-іншому» 2018 року Publishers Weekly зазначив, що «щирість, дотепність і духовне проникнення перетворюють цю майстерно написану книжку на відчуття щирої розмови з довіреним другом».
Publishers Weekly дали позитивну рецензію книжці «Пробачити те, що неможливо забути. Як рухатися далі, примиритися з болісними спогадами та жити життя» 2020 року, зазначивши: «Прихильники Теркерст будуть у захваті від цього зворушливого, реалістичного погляду на подолання складних аспектів прощення».

## Особисте життя
Теркерст — уродженка Таллахассі, Флорида. Її батьки розлучилися, коли вона була в середній школі. Її виховували як християнку, але вона відмовилася від своєї віри, коли померла її 16-місячна сестра. Закінчила Університет Фурмана в Південній Кароліні.
2008 року Теркерст опублікувала есей про аборт, який вона зробила перед одруженням. У неї п'ятеро дітей.
Теркерст помирилася зі своїм чоловіком Артом Теркерстом, який, за її словами, неодноразово зраджував і зловживав наркотиками. У грудні 2018 року Теркерст і її чоловік відновили свої обітниці біля свого дому в Ваксхоу, штат Північна Кароліна.
У січні 2022 року Теркерст оголосила в соціальних мережах, що нарешті вирішила розірвати їхній шлюб, сказавши, що чоловік знову порушив ці обітниці. «Тепер я вважаю, що найрозумніший (і найважчий) вибір, який я можу зробити, — це припинити боротьбу за збереження свого 29-річного шлюбу і натомість прийняти реальність».

## Вибрані твори
- TerKeurst, Lysa (2005). What happens when women walk in faith. Eugene, Or.: Harvest House Publishers. ISBN 0-7369-1571-0. OCLC 57531395.
- TerKeurst, Lysa (2009). Becoming more than a good Bible study girl. Grand Rapids, Mich.: Zondervan. ISBN 978-0-310-29325-5. OCLC 315239178.
- TerKeurst, Lysa (2010). Made to crave : satisfying your deepest desire with God, not food. Grand Rapids, Mich.: Thomas Nelson. ISBN 978-0-310-29326-2. OCLC 646630480.[29]
- Unglued: Making Wise Choices in the Midst of Raw Emotions. Thomas Nelson, 2012. ISBN 0718093046ISBN 0718093046[30]
- TerKeurst, Lysa (2014). The best yes : making wise decisions in the midst of endless demands. Nashville, Tennessee: Thomas Nelson. ISBN 978-1-4002-0585-1. OCLC 864092482.[20]
- TerKeurst, Lysa (2016). Uninvited : living loved when you feel less than, left out, and lonely ; study guide /six sessions. Nashville: Thomas Nelson Pub. ISBN 978-1-4002-0600-1. OCLC 938395415.[17][23]
- TerKeurst, Lysa (2016). Finding I am : how Jesus fully satisfies the cry of your heart. Nashville, Tennessee: Lifeway Church Resources. ISBN 978-1-4300-5352-1. OCLC 967500573.
- TerKeurst, Lysa (2017). What happens when women say yes to God. Eugene, Or.: Harvest House Publishers. ISBN 978-0-7369-1922-7. OCLC 71552239.
- TerKeurst, Lysa (2018). Embraced : 100 devotions to know God is holding you close. Nashville, Tennessee: Thomas Nelson. ISBN 978-1-4003-1029-6. OCLC 993421506.
- TerKeurst, Lysa (2018). It's not supposed to be this way : finding unexpected strength when disappointments leave you shattered. Nashville. ISBN 978-0-7180-3985-1. OCLC 1035467950.[19]
- TerKeurst, Lysa (2019). Trustworthy : a study of 1 & 2 Kings : overcoming our greatest struggles to trust God. Nashville, TN: Life Way Press. ISBN 978-1-5359-0671-5. OCLC 1140102373.
- TerKeurst, Lysa (2020). Forgiving what you can't forget : discover how to move on, make peace with painful memories, and create a life that's beautiful again. Nashville, Tennessee. ISBN 978-0-7180-3987-5. OCLC 1151493262.[18]
- TerKeurst, Lysa (2020). Forgiving what you can't forget : discover how to move on, make peace with painful memories, and create a life that's beautiful again. Nashville, Tennessee. ISBN 978-0-7180-3987-5. OCLC 1151493262.[18]
- TerKeurst, Lysa (2022). Good Boundaries and Goodbyes: Loving Others Without Losing the Best of Who You Are. Nelson Books. Nashville, Tennessee. ISBN 978-1-400211760.
- TerKeurst, Lysa (2023) You're Going to Make It: 50 Morning and Evening Devotions to Unrush Your Mind, Uncomplicate Your Heart, and Experience Healing Today

## Переклади українською
- Теркерст, Ліза (2024). Здорові межі в стосунках. Як любити інших, не втрачаючи найкращу себе. Переклад: Радченко, Христина. Християнське видавництво Кана. с. 280. ISBN 9786179525841.
- Теркерст, Ліза (2024). Пробачити те, що неможливо забути. Як рухатися далі, примиритися з болісними спогадами та жити життя. Переклад: Колодніцька, Ангеліна. Свічадо. с. 328. ISBN 9789669387769.
- Теркерст, Ліза (2023). Усе мало би бути по-іншому. Знайти неочікувану силу, коли розчарування тебе руйнує. Переклад: Ящук, Антоніна. Свічадо. с. 296. ISBN 978-966-938-614-4.
- Теркерст, Ліза (2021). Небажана. Жити в любові, навіть якщо почуваєшся гіршою за інших, відкиненою та самотньою. Переклад: Ящук, Антоніна. Свічадо. с. 304. ISBN 9789669385116.

### Для дітей
- Хай виграєш чи програєш — я все одно тебе люблю! Томмі Нельсон, 2015[22][21].

### Як дописувачка
- Підбадьорення на сьогоднішній день: благочестя для повсякденного життя. Zondervan, 2013. З Рене Своуп і Самантою Евілсайзер.ISBN 0310336287ISBN 0310336287